# Péninsule Sechelt
Pour les articles homonymes, voir Sechelt.
La péninsule Sechelt est située sur la Sunshine Coast de la Colombie-Britannique, juste au nord-ouest de Vancouver.
Elle est délimitée à l'ouest par le détroit de Malaspina (en) (la séparant de l'île Texada), au nord par l'Agamemnon Channel (la séparant de l'Île Nelson) et Jervis Inlet, à l'est par le Sechelt Inlet (en) (la séparant de la Colombie-Britannique continentale) et au sud par le détroit de Géorgie (la séparant de l'île de Vancouver).
Sa superficie est d'environ 350 km2.